# Klaus Fichtel
Klaus Fichtel (Castrop-Rauxel, 1944. november 19. –) világbajnoki bronzérmes nyugatnémet válogatott német labdarúgó, hátvéd.

## Pályafutása

### Klubcsapatban
Az Arminia Ickern csapatában kezdte a labdarúgást. 1965-ben a Schalke 04 együttesében mutatkozott be az élvonalban. 1971. tavaszán bundabotrányba keveredett több csapattársával.  Először 1973-tól 1975-igt eltiltották a játéktól, de 1974-ben már újra játékengedélyt kapott. 1980 és 1984 között a Werder Bremen labdarúgója volt. 1984-ben visszatért a Schalkéhoz, ahol  44 évesen 1988-ban vonult vissza az aktív labdarúgástól.

### A válogatottban
1967 és 1971 között 23 alkalommal szerepelt a nyugatnémet válogatottban és egy gólt szerzett. Tagja volt 1970-es világbajnoki bronzérmes csapatnak.

## Sikerei, díjai
NSZK
- Világbajnokság
  - bronzérmes: 1970, Mexikó